# Санкт-Петербургская филармония
Санкт-Петербургская академическая филармония им. Д. Д. Шостаковича — федеральное государственное учреждение культуры в Санкт-Петербурге, старейшая из филармоний России. Постоянная площадка для репетиций и выступлений двух оркестров: Заслуженного коллектива России академического симфонического оркестра (ЗКР) и Академического симфонического оркестра филармонии (АСО).
Большой зал филармонии вмещает более 1500 слушателей. Зал расположен в Доме бывшего Дворянского Собрания по адресу: Михайловская ул., д. 2. Малый зал Филармонии расположен по адресу: Невский пр., д. 30.
Учрежденная весной 1921 г. Государственная Петроградская Филармония является правопреемницей Придворного оркестра [ныне – Заслуженный коллектив России], старейшего симфонического оркестра страны, чья история начинается в 1882 году.
До 1953 года, когда в состав Филармонии также был включен Симфонический оркестр Ленинградского радиокомитета, единственным симфоническим коллективом филармонии оставался бывший Придворный оркестр, в те годы известный как Симфонический оркестр Ленинградской филармонии. 19 апреля 1934 г. ему (первому в стране) было присуждено почетное звание Заслуженного коллектива Республики (ЗКР), сегодня оно (с 1995 года – Заслуженный коллектив России) является именем собственным оркестра.
В известном смысле Петербургская филармония может считаться правопреемницей основанного в 1802 году Санкт-Петербургского Филармонического Общества: проводит концерты в тех же залах, ставит целью исполнение лучших образцов академической музыки и просвещение публики.

## История

### Дофилармоническая история
Предшественником филармонии, открытой 12 июня 1921 года, считается основанное в 1802 году Санкт-Петербургское Филармоническое общество — первое в Европе и в мире. Положение о Государственной филармонии Петрограда было утверждено 13 мая 1921 года Наркомом просвещения РСФСР А. В. Луначарским.
Нынешний Большой зал был построен в 1839 году архитектором Полем Жако для Дворянского собрания Петербурга. Фасад здания спроектирован К. Росси. С конца 1840-х годов этот зал стал центром музыкальной жизни столицы. Здесь выступали Ф. Лист, А. Рубинштейн, К. Шуман, Р. Вагнер, П. Виардо, П. И. Чайковский, М. П. Мусоргский, Н. А. Римский-Корсаков и др. Именно на этой сцене впервые появилась в образе умирающего лебедя Анна Павлова.
История первой русской филармонии начинается с ее оркестра. История же самого оркестра восходит к 1882 году. Именно тогда по Высочайшему Повелению Александра III был создан Придворный музыкантский хор, ставший первым русским симфоническим оркестром. 
Первым капельмейстером оркестра стал немец Герман Карлович Флиге, выступавший в России с 1870 и, наконец, осевший в столице. Начальником оркестра был барон Константин Карлович Штакельберг, из рода обрусевших немцев, полковник лейб-гвардии Конного полка, отвечавший за музыкальное качество коллектива, его строевую подготовку и быт. Плодами деятельности барона Штакельберга и сегодня пользуются потомки – это богатейшая нотная библиотека Филармонии, начало которой положил первый начальник оркестра (в собрание вошла и его личная библиотека), и открытый в 1903 году на основе коллекции, переданной Александром III, уникальный музей музыкальных инструментов, тщательно собираемых Штакельбергом с первых дней работы в Музыкантском хоре. 
После смерти Германа Флиге 25 октября 1907 года руководителем Придворного оркестра становится Гуго Иванович Варлих, скрипач и альтист, полунемец-получех, осевший в России к концу 1870-х. 
15 мая 1917 года директором Оркестра становится Сергей Александрович Кусевицкий. И это не просто смена руководителя, это смена эпох. Собственно, с уходом Штакельберга, а не на общем собрании коллектива 3 марта, фактически закончилась история Придворного оркестра и началась история оркестра Государственного. Кусевицкий занимает пост именно директора. Это традиция: должности дирижера, а тем более, главного дирижера, в России пока не было. 

### Основание филармонии
13 мая 1921 года было утверждено «Положение о Государственной филармонии в Петрограде». 12 июня 1921 года был дан первый концерт нового учреждения с программой из произведений П. И. Чайковского под управлением Э. А. Купера. Э. А. Купер стал первым директором («главным дирижером» в современной терминологии). На протяжении первых двадцати лет оркестр филармонии возглавляли: Н. А. Малько (1926–1929 гг.), А. В. Гаук (1930–1933 гг.), Фриц Штидри (1934–1937 гг.).
В 1922 году в здании проходил процесс по делу митрополита Вениамина.
С 1923 года Филармонию регулярно посещают отечественные и зарубежные гастролеры, среди которых выдающиеся дирижеры Г. А. Абендрот, Э. Ансерме, Б. Вальтер, Ф. Вейнгартнер, Э. Клейбер, О. Клемперер, Г. Кнаппертсбуш, А. Коутс и др. Под их руководством Симфонический оркестр филармонии превратился в совершенный ансамбль и занял место одного из главных оркестров мира.
В эти годы с ним в качестве дирижеров и солистов, а также в сольных концертах с исполнением своих произведений выступали многие известные композиторы: Б. Барток, С. Василенко, А. Глазунов, Р. Глиэр, А. Гречанинов, И. Дунаевский, М. Ипполитов-Иванов, А. Казелла, С. Ляпунов, Н. Метнер, Д. Мийо, А. Онеггер, А. Пащенко, С. Прокофьев, А. Спендиаров, П. Хиндемит, Ф. Шрекер, В. Щербачев и др. 
Первое исполнение Первой симфонии молодого Дмитрия Шостаковича, с которого началась мировая слава композитора, состоялось на филармонической эстраде 12 мая 1926 года (Симфонический оркестр Ленинградской филармонии, дирижер Н. А. Малько).
21 ноября 1937 года в Ленинградской Филармонии прошла премьера выдающегося произведения Д. Шостаковича — Пятой симфонии — под управлением Е. А. Мравинского, положившая начало долгому творческому содружеству одного из величайших композиторов современности с выдающимся дирижером.
С сентября 1938 г. по январь 1988 г. Заслуженный коллектив Республики возглавлял  Е. А. Мравинский
После первых гастролей ЗКР в Москве в мае 1940 года Ленинградская государственная Филармония была награждена орденом Трудового Красного Знамени. 

### Филармония и ее оркестр в годы Великой Отечественной войны
После начала Великой Отечественной войны по решению Правительства в конце августа 1941 года Ленинградская Филармония была эвакуирована в Новосибирск. Летом-осенью 1943 года состоялись масштабные гастроли ЗКР по городам Сибири, Кузбасса и Средней Азии.
В Блокадном Ленинграде в Большом Зале Филармонии после перерыва (с середины декабря 1941 г. по конец апреля 1942 г.) была возобновлена концертная деятельность. Симфонические программы звучали в исполнении Симфонического оркестра Ленинградского радиокомитета под руководством дирижера К. И. Элиасберга. 
9 августа 1942 г. силами объединенного симфонического оркестра, ядром которого стал оркестр Радиокомитета, в Большом зале филармонии состоялась блокадная премьера Седьмой симфонии Шостаковича, что имело не только культурное, но и общественно-политическое значение. В память об этом событии на стене филармонии в 1985 году была установлена мемориальная доска с текстом: «Здесь, в Большом зале Ленинградской филармонии, 9 августа 1942 года оркестр Ленинградского радиокомитета под управлением дирижёра К. И. Элиасберга исполнил Седьмую (Ленинградскую) симфонию Д. Д. Шостаковича».
Таким образом, концертная жизнь Филармонии продолжалась и в Блокадном Ленинграде. За время Блокады на филармонической эстраде был дан 121 концерт.
Заслуженный коллектив Республики возвращается в Ленинград в сентябре 1944 г. и уже 29 октября открывает новый, еще военный, сезон.

### Малый зал, второй оркестр
В феврале-марте 1946 г. состоялись первые зарубежные гастроли ЗКР в Финляндии.
15 мая 1949 года состоялось открытие Малого Зала Филармонии им. М.И.Глинки (в бывшем доме Энгельгардта по адресу: Невский пр. дом 30).
В 1940–1960-е годы в Большом и Малом залах Филармонии выступали многие известные отечественные и зарубежные симфонические оркестры, хоровые коллективы и камерные ансамбли. 
Весной 1953 года в штате Филармонии появляется 2-й оркестр, бывший оркестр Радиокомитета, ныне – Академический симфонический оркестр Петербургской филармонии, тогда он выступал под названием Симфонический оркестр Ленинградской филармонии. Первый «филармонический» концерт коллектива состоялся 11 июня 1953 года. В марте-апреле 1965 года состоялся первый выезд оркестра за рубеж.
С 1968 по 1976 год Симфонический оркестр Ленинградской филармонии возглавлял Юрий Темирканов.
Осенью 1977 года, после ухода Юрия Темирканова в Кировский театр, Симфонический оркестр Филармонии возглавил Александр Дмитриев (с 2018 года дирижер-лауреат коллектива).
В январе 1985 года симфоническому оркестру присвоено звание Академический.
С 1994 года с оркестром в должности штатного дирижера работает Владимир Альтшулер.
С сентября 2023 года главный дирижер Академического симфонического оркестра Петербургской филармонии – Димитрис Ботинис.

### Современность
В апреле 1972 года Заслуженному коллективу Республики, симфоническому оркестру Филармонии, присуждается звание "Академический".
В декабре 1975 года Ленинградской Филармонии присваивается имя Д. Д. Шостаковича.
19 января 1987 года уходит из жизни Е. А. Мравинский, а с апреля 1988 года по 2022 год Ю. Х. Темирканов является художественным руководителем и главным дирижером ЗКР.  
В январе 2022 года Юрий Темирканов оставил пост главного дирижера, сохранив за собой должность художественного руководителя оркестра, главным дирижером ЗКР был назначен Николай Алексеев. Сегодня Николай Алексеев – главный дирижер Петербургской филармонии. 

## Деятельность
Филармония ведёт концертную, лекционную и выставочно-экскурсионную деятельность. Имеет две обширные библиотеки. Оркестры ведут активную гастрольную деятельность в России и за её пределами. 

### Исполнители
- Заслуженный коллектив России Академический симфонический оркестр Санкт-Петербургской филармонии (главный дирижёр — Н. Алексеев)
- Академический симфонический оркестр Санкт-Петербургской филармонии (художественный руководитель и главный дирижёр — Д. Ботинис; дирижёр — В. Альтшулер)

### Библиотека
Музыкальная библиотека Филармонии первоначально возникла как нотная библиотека Придворного оркестра, организованного в 1882 году по инициативе императора Александра III.
Своим современным состоянием (хранилище книг и нот, читальный зал, абонемент) библиотека обязана созданию в 1921 году (на базе Придворного оркестра) Петроградской филармонии.
Сегодня собрание Музыкальной библиотеки насчитывает более 400 000 единиц хранения. Это оркестровые партитуры, инструментальные ансамбли, оперные клавиры, фортепианная, инструментальная и вокальная литература, книги по истории и теории музыки на русском и иностранных языках, справочники и учебники.
Особую ценность представляет собрание концертных афиш и программ за все годы существования филармонии, а также газетные вырезки и изобразительные материалы. 

## Видео
- Зал с характером. Документальный фильм (Телеканал "Россия - Культура", 2021)